# Krąg społeczny
Krąg społeczny – niewielka zbiorowość opierająca się na bezpośrednich stycznościach wypływających ze stałej więzi instytucjonalnej i ciągłych stycznościach osobistych, niezorganizowana na zasadzie odrębności i pozbawiona wewnętrznej organizacji oraz wykrystalizowanej struktury (np. znajomi na imprezie).
Według Floriana Znanieckiego 3 główne rodzaje kręgów społecznych to:
- kręgi wychowawcze
- kręgi pracy
- kręgi zabawy

Na podstawie proporcji uczestnictwa jednostki w każdym z nich wyróżnia się cztery typy biografii społecznej.